# 85丁目 (マンハッタン)
85丁目 (85th Street) は、ニューヨーク市マンハッタン区の、イーストエンド・アベニュー (en) とリバーサイド・ドライブ (en) の間を西向きに走る通りである。85丁目は、アッパー・イースト・サイドとアッパー・ウエスト・サイドの間にあるセントラル・パークを東西に走る85/86丁目横断道路 (85th/86th Street Transverse) へ接続している。
2番街にあるヘルムート・ヤーンの高層アパートメント「ザ・アメリカ」は、ニューヨーク市で最初のヤーンによる建築物として、1987年に建設された。シナゴーグのCongregation Kehilath Jeshurunは、1872年に設立され、85丁目のレキシントン街近くに位置している。ラマーズ・スクール (en) の中等部はこのシナゴーグと建物を共有している。
「ザ・ジェファーソンズ」のオープニングクレジットで登場する高層アパートは、東85丁目と3番街の角に位置している。
マネス音楽大学は、西85丁目に位置する音楽学校である。